# Мефодиевка (Новороссийск)
Мефодиевка — микрорайон Восточного района города Новороссийска (муниципального образования город Новороссийск) Краснодарского края России. 

## География
Находится по левому берегу реки Цемес на северном берегу Цемесской бухты, у подножия северо-западного склона Маркотхского хребта. 
Граница микрорайона начинается от улицы Аршинцева и включает всю территорию по направлению к Кирилловке.

## История
История Мефодиевки начинается с 1868—1869 годов, когда было сформировано первое поселение на северо-западе Цемесской бухты.  Первые переселенцы, австро-венгерские чехи, начали освоение земель.
Достаточно бурно началось развитие промышленности, нефтяной отрасли. С появлением порта, железной дороги, открытия мергеля и нефтяных месторождений в Мефодиевку стал стекаться поток населения, так как появились рабочие места и перспектива развития. К 1913 году посёлок Мефодиевский стал крупным промышленным центром Северного Кавказа.
На основании Указа Президиума Верховного Совета РСФСР от 22 августа 1953 года об упразднении Верхне-Баканского района в черту города Новороссийска был включён посёлок Мефодиевка.